# 加斯东·萨尔蒙
加斯东·萨尔蒙（法語：Gaston Salmon，1878年3月5日—1918年4月30日），比利时男子击剑运动员。他曾获得1912年夏季奥运会击剑比赛男子重剑团体金牌，他也参加了两个个人小项，均在第一轮被淘汰。